# Morašice (ort i Tjeckien, Pardubice, lat 49,87, long 16,23)
Morašice är en ort i Tjeckien.   Den ligger i regionen Pardubice, i den centrala delen av landet, 130 km öster om huvudstaden Prag. Morašice ligger 356 meter över havet och antalet invånare är 730.
Terrängen runt Morašice är lite kuperad. Runt Morašice är det ganska tätbefolkat, med 100 invånare per kvadratkilometer. Närmaste större samhälle är Litomyšl, 5,7 km öster om Morašice. Trakten runt Morašice består till största delen av jordbruksmark.